# Cosmophyga
Cosmophyga là một chi bướm đêm thuộc họ Geometridae.